# マヒカン語
マヒカン語（Mahican；モヒカン語 Mohicanとも）は、アメリカ合衆国東部に居住していた原住民マヒカン（モヒカン族）の言語であり、アルギック語族を構成するアルゴンキン語族の東部アルゴンキン諸語の中の絶滅した言語の一つ。

## 歴史
元来、マヒカン語の話者はニューヨーク州のハドソン川上流に居住し、北はシャンプレーン湖、東はバーモント州のグリーン山脈、西はニューヨーク州のショハリー・クリーク近辺に及んだ。モホーク族との抗争やヨーロッパ人の侵略によってマヒカン族は排斥されていった。相次ぐ移動の結果、マヒカン族の多くがウィスコンシン州へ1820～1830年代に移住させられ、一方でカナダのいくつかの集団はマヒカンとしてのアイデンティティーを失った。
マヒカン語が絶滅したのは18世紀初頭で、最後に記録されたマヒカン語の文章は1930年代のものである。
マヒカン語の方言はモラヴィアン（Moravian）とストックブリッジ（Stockbridge）に二大別される。これら2方言は1740年以後にマヒカンおよび他部族の移動によって生じた集団で生じた。それ以前のマヒカン語の方言がどうなっていたのかは詳らかではない。
ストックブリッジ方言はマサチューセッツ州ストックブリッジで生じ、ニューヨーク・マヒカンとワッピンガー（現地のマンシー集団）、フーサトニック、Wyachtonokその他の言語グループが含まれていた。複雑な移住の時代の後、ストックブリッジ・グループはウィスコンシンへと移動し、そこでオンタリオ州南西部からのマンシー・デラウェアの移住者と一緒になり、現在はストックブリッジ＝マンシー（Stockbridge-Munsee）として知られる。
モラヴィアン方言はペンシルベニア州ベスレヘムを中心とした集団で発生した。1740年よりニューヨーク州とコネティカット州のモラヴィア兄弟団と友好関係にあった一部のマヒカン集団は1746年にベスレヘムへ移った。他のモラヴィア兄弟団と親密だった集団はワイオミングやペンシルベニアへ移動するか、または入植者による虐殺の後マンシーのモラヴィア兄弟団改宗者と共にカナダへ逃亡して、最終的にオンタリオ州モラビアン41（モラビアンタウン）で多数のレナペ族に同化している。オンタリオ州のシックス・ネイションズのオズウェケンに移動した集団はそこの別の集団と混合した
マヒカン語の言語学的資料は宣教師や言語学者などによって様々なものが集められ、その中には18世紀のモラヴィア兄弟団の宣教師ヨハン・シュミックによって編纂された手書きの辞書もある。20世紀の言語学者トルーマン・ニコルソンとモリス・スワデシュはウィスコンシンに生き残っていた話者からマヒカン語資料を集めた。
マヒカン語における歴史音声学はシュミックの辞書に反映されているマヒカン語のモラヴィアン方言とアルゴンキン祖語との間の語の発音に影響を及ぼした歴史的変化を辿ることで研究されてきた。マヒカン語とデラウェア語（マンシー語とウナミ語）の間の類似性が認められており、マヒカン語とデラウェア語をDelawaranサブグループとして東アルゴンキン諸語の下に置く分類もある。

## 発音
以下はシュミックが定めた綴りと発音の対応表である。
|             | IPA     |
| ----------- | ------- |
| b, p        | [p]     |
| ch, x       | [x]     |
| ck, k, g    | [k]     |
| d, t        | [t]     |
| h           | [h]     |
| j, y        | [j]     |
| kw, kq, qu  | [kw~kw] |
| m           | [m]     |
| n           | [n]     |
| s           | [s]     |
| sch, š, sh  | [ʃ]     |
| tsch, č, ch | [t͡ʃ]    |
| w           | [w]     |
| x, ks       | [ks]    |
| z, ts, c    | [ts]    |

|                      | IPA        |
| -------------------- | ---------- |
| a, ã                 | [a ~ ã]    |
| aa, ah, ā, a:        | [a:]       |
| ai, ay, ei           | [aj]       |
| au, aw, ow           | [aw]       |
| e, i                 | [e~ε~ә]    |
| e, ee, eh, ii, ī, i: | [i:]       |
| ei                   | [aj], [ej] |
| eu, iw, ew           | [i:w]      |
| o, oo, oh, ō, o:     | [o:]       |
| o, u, ew             | [ew]       |